# كسور فوق صوتية
الكسور فوق الصوتية وهي الكسور التي تكون فيها سرعة انتشار الكسر أعلى من سرعة الصوت في المادة. اُكْتُشِفَت هذه الظاهرة لأول مرة من قبل علماء من معهد ماكس بلانك لأبحاث المعادن في شتوتغارت (ماركوس ج .بويلر و هواجيان جاو) و مركز أبحاث (آي بِ إم المادن) في سان خوسيه، كاليفورنيا (فريد ف.ابراهام). 
أصبحت قضايا الكسر الاسرع من الصوت والكسر حول سرعة الصوت في مقدمة ميكانيكا الكسر الديناميكي. بدأ عمل بوريدج في استكشاف نمو التصدع حول سرعة الصوت من الصوت (عندما تكون سرعة طرف التصدع V بين القص في سرعة الموجة {\displaystyle C^{8}} وسرعة الموجة الطولية {\displaystyle C^{1}}). 
كان الكسر الأسرع من الصوت يعتبر ظاهرة غير مفسرة تماماً من قبل النظريات الكلاسيكية للكسر. أظهرت محاكاة الديناميكيات الجزيئية التي أجرتها مجموعة أبراهام وغاو وجود تشققات من النوع الأول في الوضع الذي حول سرعة الصوت وتشققات من النوع الثاني في الوضع الأسرع من الصوت.
تم تحفيز هذا التحليل الميكانيكي المستمر للشقوق فوق الصوتية من النمط الثالث بواسطة يانغ. أظهر التقدم الأخير في الفهم النظري للمرونة المفرطة في الكسر الديناميكي أن انتشار الشقوق الأسرع من الصوت لا يمكن فهمه إلا من خلال إدخال مقياس طول جديد يسمى X؛ الذي يتحكم في عملية نقل الطاقة بالقرب من طرف التصدع. تهيمن ديناميكيات التصدع تمامًا عن طريق خصائص المواد داخل منطقة تحيط بطرف التصدع بحجم مميز يساوي X.
عندما يتم تقوية المادة الموجودة داخل هذه المنطقة المميزة بسبب خصائص المرونة المفرطة ، تنتشر الشقوق بشكل أسرع من سرعة الموجة الطولي. استخدمت مجموعة البحث في جاو هذا المفهوم لمحاكاة مشكلة بروبيرج لانتشار الشقوق داخل شريط صلب مضمن في مصفوفة مرنة ناعمة. أكدت هذه المحاكاة وجود طول خاصية الطاقة. كان لهذه الدراسة أيضًا آثار على انتشار الشق الديناميكي في المواد المركبة. إذا كان الحجم المميز للبنية المجهرية المركبة أكبر من طول خاصية الطاقة،X؛ فإن النماذج التي تجانس المواد في سلسلة متصلة فعالة ستكون خطأ ضئيلًا.
ينشأ التحدي في تصميم التجارب والمحاكاة التفسيرية للتحقق من طول خاصية الطاقة. يجب البحث عن تأكيد للمفهوم في مقارنة التجارب على الشقوق الأسرع من الصوت وتنبؤات المحاكاة والتحليل. في حين أن الكثير من الإثارة تتركز بشكل صحيح على النشاط الجديد نسبيًا المتعلق بالتكسير الأسرع من الصوت ، فلا يزال هناك احتمال قديم ولكنه مثير للاهتمام يجب دمجه في العمل الحديث: بالنسبة للواجهة بين المواد غير المتشابهة بشكل مرن ، فإن انتشار التصدع الذي يكون دون سرعة الصوت ولكنه يتجاوز سرعة موجة رايلي كان متنبأ بها لبعض التوليفات على الأقل من الخصائص المرنة للمادتين.